# Textricella salmoni
Textricella salmoni är en spindelart som beskrevs av Forster 1959. Textricella salmoni ingår i släktet Textricella och familjen Micropholcommatidae. Inga underarter finns listade i Catalogue of Life.